# Hîrtop, Fălești
Hîrtop este un sat situat în vestul Republicii Moldova, în Raionul Fălești. Aparține administrativ de comuna Scumpia. La recensământul din 2004 avea o populație de 138 locuitori.

## Istorie
Localitatea este atestată documentar pentru prima dată ca „hutor (cătun) pe moșia Zoiței Anastasius” în anul 1859. Legenda afirmă că fondatorul cătunului a fost Vasile Popa, de la care provine denumirea localității. În a. 1902 în localitate au fost determinate 45 de case cu 222 de locuitori. La fel în această localitate în această perioadă exista o poștă rurală, staroste.
În datele statistice din 1910 satul figurează cu 60 de gospodării, în volostea Sculeni din județul Bălți. În 1915 se înregistrează 190 de locuitori. 
În 1922, un număr de 55 de familii sunt împroprietărite, în credit, în total cu 300 de ha de teren arabil. La 1923 în sat erau 45 de gospodării, și tot atât case, 110 bărbați și 112 femei, funcționa o poștă rurală, reprezentant (staroste) al primăriei Scumpia. Funcția de staroste era deținută de Gheorghe Vrăjitoru. Copiii frecventau școală mistă din Scumpia, enoriașii participau la slujbele religioase din Biserica Sf. Mihail din reședința comunei. Conform anuarului din 1928 activa un fierar - Macavei Ioan.
La recensământ general al populației organizat în anul 1930, în satul Hârtopul Popii au fost înregistrați 282 de locuitori, inclusiv: 145 români; 101 ruși și 36 polonezi. În calitate de limba maternă, limba rusă au declarat 186 persoane; limba română - 69 persoane și limba poloneză - 27 persoane.
La recensământul din 10 noiembrie ale anului 1940, în Hârtopul Popi, din raionul Sculeni (din acea perioadă), locuiau 299 de persoane, preponderent de etnie ucraineană. Conform listelor oficiale 4 bărbați din Hârtopul Popii au căzut în a anii celui de-al doilea război mondial. 
În 1941 au fost înregistrați 299 de locuitori și 69 clădiri.
În perioada sovietică activau baie publică, grădiniță, casa de cultură și un magazin alimentar. Locuitorii erau implicați în cultivarea tutunului în cadrul brigăzii colhoznice „50 de ani ai lui Octombrie” (cu sediul în Scumpia). Recensământul din 1979 atestă în sat 76 de bărbați și 87 de femei. La ultimul recensământ sovietic, din 1989, în satul Hârtop au fost numărați 161 de oameni, printre care 64 români și 97 ucraineni.

## Populație
La recensământul populației din 2004, satul Hârtop a fost locuit de 138 oameni, respectiv 63 de bărbați și 75 de femei. În structura etnică a populației predomină moldovenii (români) - 80 persoane, urmați de ucraineni - 56 persoane și câte un rus și polonez.
| An   | Populație |
| ---- | --------- |
| 1902 | 222       |
| 1915 | 190       |
| 1923 | 222       |
| 1930 | 282       |
| 1941 | 299       |
| 1979 | 160       |
| 1989 | 155       |
| 2004 | 138       |